# ダラス高速運輸公社100形電車
この項目では、アメリカ合衆国テキサス州ダラスやその周辺地域で公共交通機関を運営するダラス高速運輸公社（Dallas Area Rapid Transit、DART）が所有するライトレール（DARTライトレール）で使用される電車について解説する。全車とも日本の鉄道車両メーカーである近畿車輛が製造したもので、路線延長や需要増加に伴い1996年から2013年まで長期に渡って生産が実施された。2008年以降は低床車体の増結が実施され、これらの改造を受けた車両や当初から低床車体を含めて製造された車両はSLRVと呼ばれる。

## 概要
1984年に計画が立ち上がり、1990年から建設工事が始まったDARTのライトレール路線の旅客車両として、1992年11月に近畿車輛は米国伊藤忠インターナショナルと共同で40両の電車（LRV）の受注を獲得した。そして開業前年の1995年6月に試作車が完成し、翌1996年5月までに全車両の納入が完了し、開業に備える事となった。これらの車両はバイ・アメリカン法に基づいて製造されており、構体や鉄鋼部品などを除いた箇所全てにアメリカ製の部品が用いられた。また最初の2両は日本で全ての製造工程を終えた後アメリカへ輸出された一方、それ以降の車両はアメリカでの最終組み立てが実施された。
製造当初の編成は、補助電源用の発電機を床下に設置した"A車"と、連接面側にシングルアーム式パンタグラフを搭載した"B車"による2車体連接式で、車体長27.7 m、車体幅2.7 mは1996年時点のアメリカにおけるライトレール向け車両（LRV）で最大であった。デザインはDARTから提示された"Futuristic"（未来的）というテーマを基に行われ、アメリカにおける溶接基準（AWS）による主要構造の溶接や衝突や脱線などの事故に耐えられる十分な強度など、アメリカにおける厳しい安全基準を満たした流線型の車体となっている。これら構体の主要部材は全て高耐候性圧延鋼材が用いられる。また車体および車体設備は通勤・近郊輸送への導入やダラスの気候を配慮し、断熱性に加え防音性、耐候性を踏まえた設計が行われている。連接部分については、マサチューセッツ湾交通局（MBTA）へ納入したタイプ7電車の先例に基づき、両車体と台車間を大型の旋回ベアリングで結合し、その上の中間構体は屋上に搭載されたバランサーによって支持される構造を導入している。塗装はDARTが運営するバスに用いられているものに合わせ、黄色（DARTイエロー）を車体下半分に、白を上半分に配置し、色の境目には青（DARTブルー）の細帯が塗られている。
車内の座席配置は2人掛けのクロスシートを基本とし、各車体の両側に1箇所づつ設置されている両開きの乗降扉の傍にロングシートが存在する。また、運転台側にある片開きの乗降扉の傍にある1人掛けクロスシートについては座面を折りたたむ事で車椅子スペースを確保する事が出来る。DARTライトレールの低床式プラットホームに合わせ、乗降扉付近には3段の固定ステップが設置されており、車椅子利用客に備え収納式スロープも搭載されている。また障害を持つアメリカ人法（ADA）に基づき、乗降扉の開閉時に稼働する表示灯やチャイムが設置されている。側面の窓は一部の換気用の小窓を除いて固定式である。
運転台は客室から独立した運転室内部に設置され、操作性や視認性を重視したスイッチ、速度計、表示灯などの配置が行われている。速度制御はワンハンドルマスコンによって行われる。流線型の前面窓は大型の1枚ガラスとなっており、良好な視界が確保されている。空調装置は各車体の屋根上中央部に1組搭載され、冷暖房双方に対応する。
主電動機や制御装置などの電気機器はAEGによって製造され、主回路装置は回生機能を搭載したVVVFインバータ制御方式（GTO素子）のデュアルシステムを採用している。制動装置はWABCO製の電気指令式ブレーキ（空制併用）で、制動を伝える配管の一部は強度を高めるため鋼管を用いる。台車は運転台側の2台が主電動機を2基搭載した動力台車、連接部分が付随台車で、双方ともシェブロンゴム式軸受支持を採用した空気ばね台車である。半径25 mの小曲線通過に対応するためインサイドフレーム構造となっており、車輪は直径711.2 mmの弾性車輪を用いる。また各台車にはディスクブレーキと非常用のレールブレーキ、滑走検知器が搭載されている。

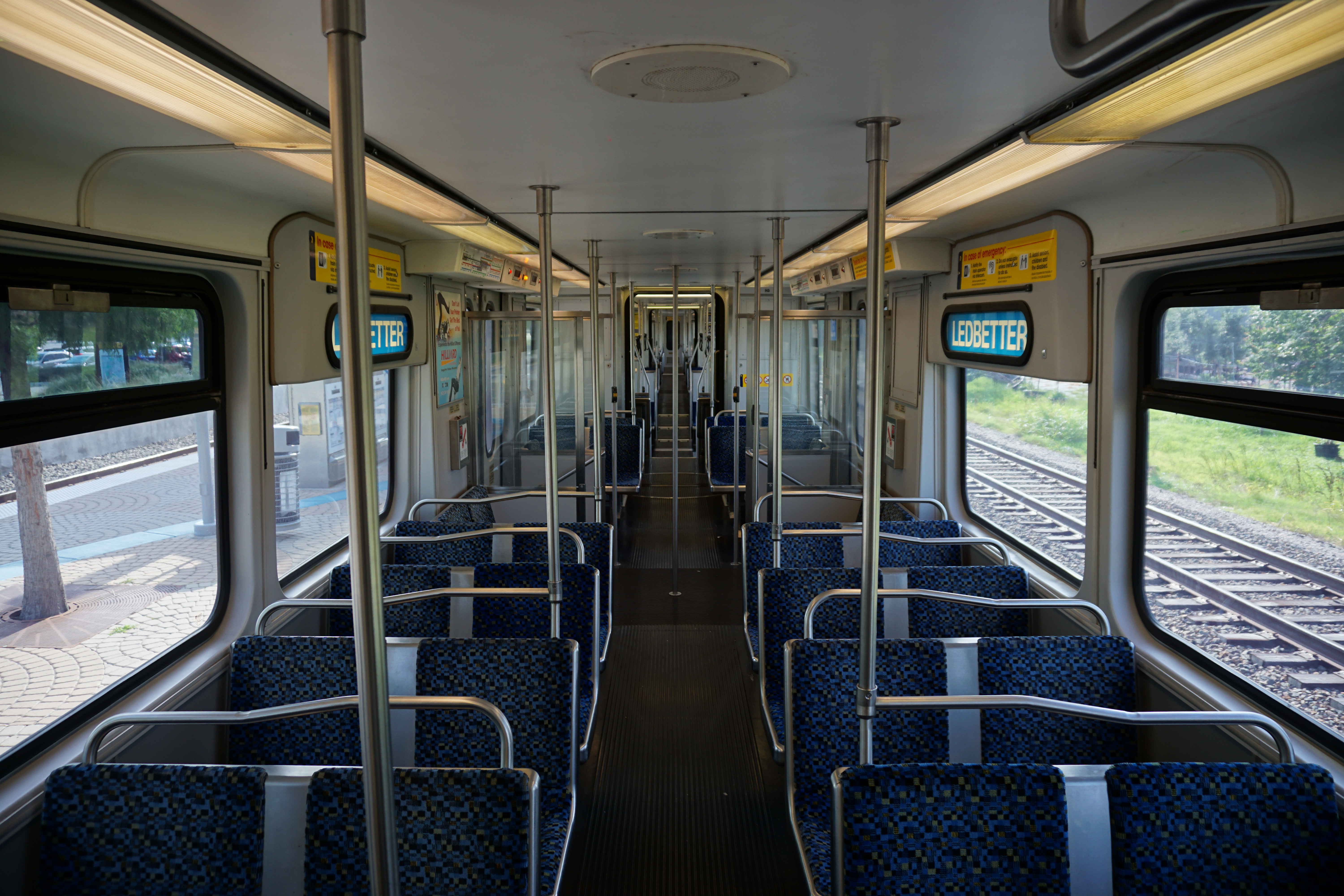
車内

## 運用
1996年6月の開業時には前述のとおり40両（101 - 140）が投入されたが、路線延長や乗客増加に対応するため1997年10月に34両（141 - 174）、1998年4月に21両（175 - 195）、更に2003年にも20両（196 - 215）の追加発注が実施され、2008年時点での総車両数は115両となった。そのうち2003年発注分以降の電気機器は日本の東洋電機製造がペンシルベニア州ピッツバーグに設立した現地法人のToyo Denki USA Inc.が手掛けており、制御装置がIGBT素子に変更された。

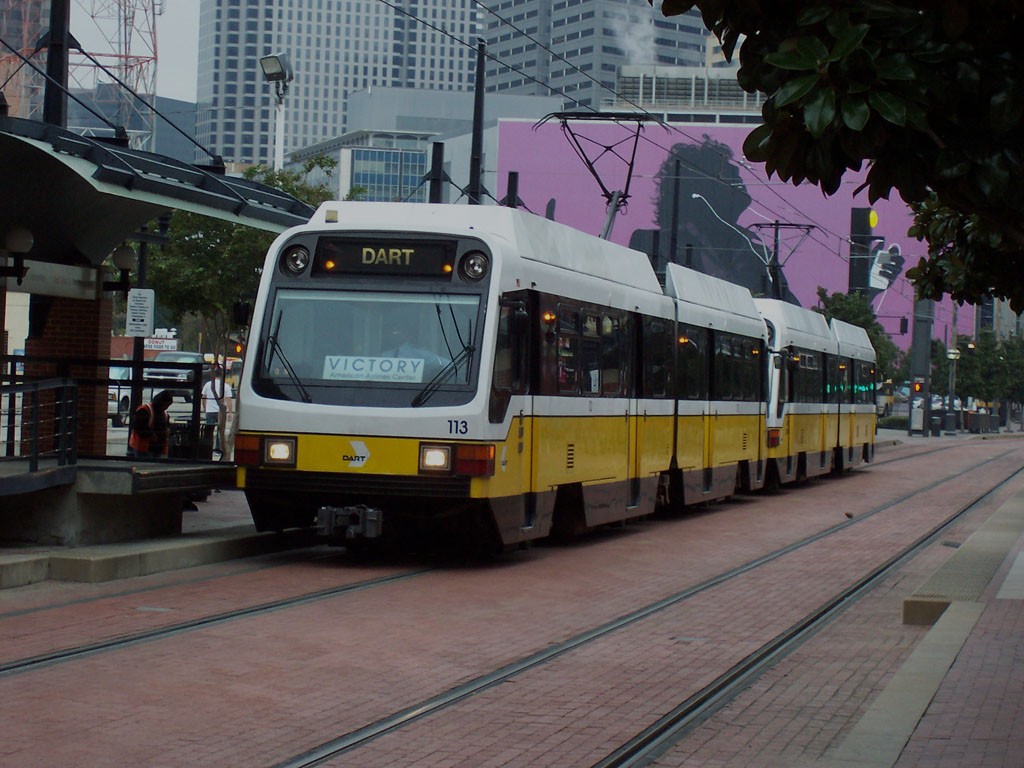
連結運転を行う100形（2004年撮影）

## SLRV
DARTが運営するライトレール路線はプラットホームの高さが200 mm程しかなく、床上高さ1,003 mmの電車への乗降には3段のステップを通る必要があり、収納式スロープこそ搭載されていたものの車椅子での乗降を始めバリアフリーの面で難があった。そこでDARTはバリアフリー対策に加え、増え続ける乗客に対応するための輸送力増強策として、従来の2車体連接車の間に低床中間車体を増結する事を提案した。それに基づき近畿車輛が製造した試作車を用いて2002年から試験を兼ねた営業運転を実施し、良好な結果が得られた事から、2006年に近畿車輛の子会社である米国法人の近畿車輛インターナショナルによってDARTとの間に115両分の中間車体製造に関する契約が結ばれた。DARTではこの3車体連接車をSLRV（Super Light Rail Vehicle）と命名している。
新たに組み込まれた中間車体（C車）は床上高さが406.4 mm（16 in）に抑えられており、これまではホームに設置された専用の乗降台を用い運転手の介助を必要としていた車椅子での乗降が容易となった。車内には1人掛けの折り畳み座席が備わった車椅子用スペースに加え、自転車利用客への利便性を図るため自転車ラックも設置されている。
全115両の改造に加え、2008年には製造当初から3車体連接式となる48両（216 - 263）の受注も行われた。契約段階では25両を受注し、オプションとして23両も生産可能という内容であったが、サービス向上のため纏めて受注が実施された。これらの車両についてもバイ・アメリカン法に基づき、車体や台車は近畿車輛の本社工場（東大阪市）で製造された一方、電気機器や制動装置はToyo Denki USA Inc.を含むアメリカ製のものを使用し、最終組み立てはダラス現地で実施された。
量産車は2008年から営業運転を開始し、2010年までに全車両が"SLRV"に改造された。新造車両である48両についても同年から営業運転に投入され、2013年までに導入が完了した。2019年の時点でDARTが運営するライトレール路線で運用に就く"SLRV"は計163両（101 - 263）である。
また、これらの改造と共に、全車とも自動列車保安装置であるATPや、VBS（Vechile Business System）を基にしたGPS機能への対応工事も行われている。

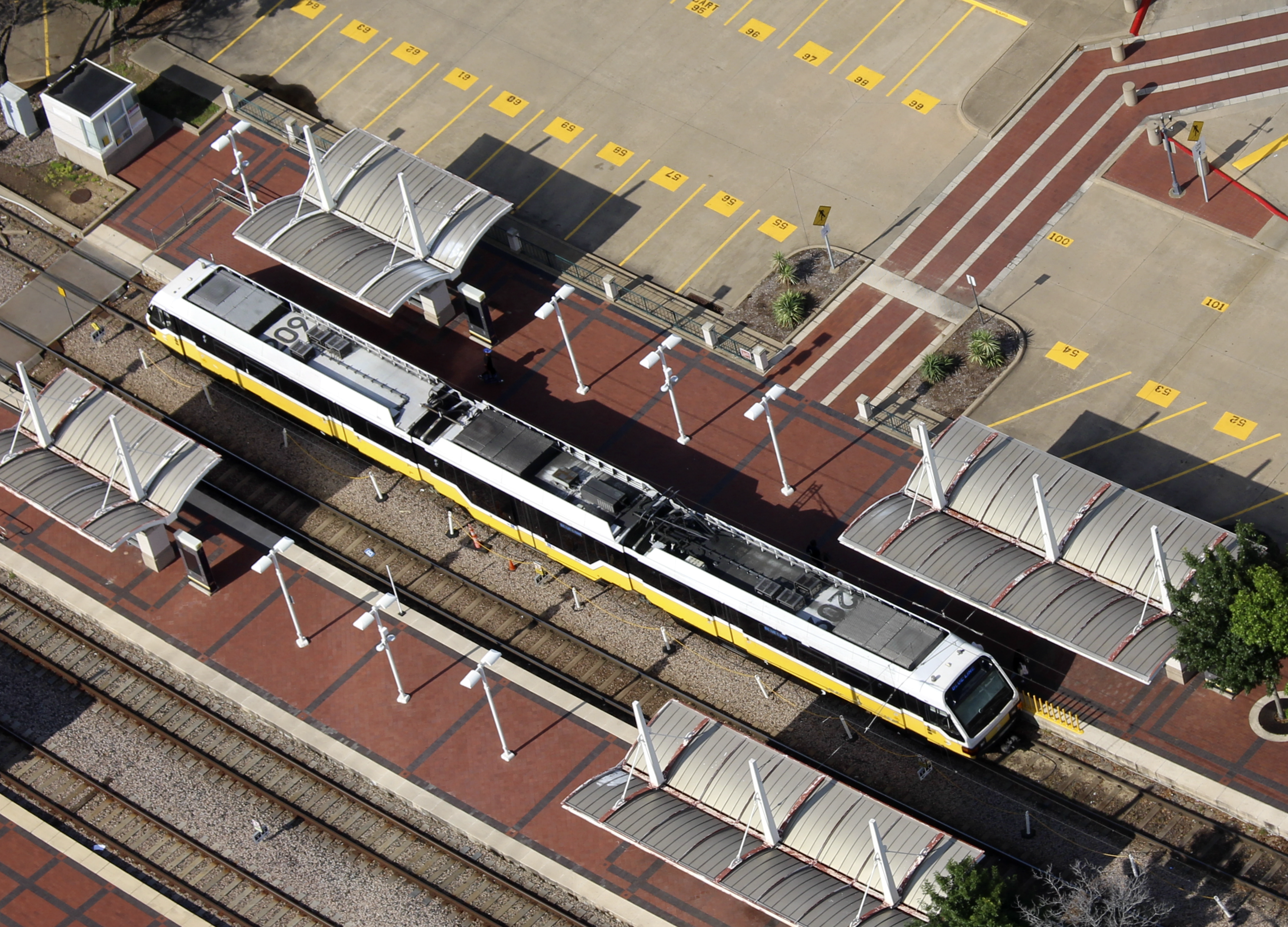
屋根上の機器配置（2024年撮影）
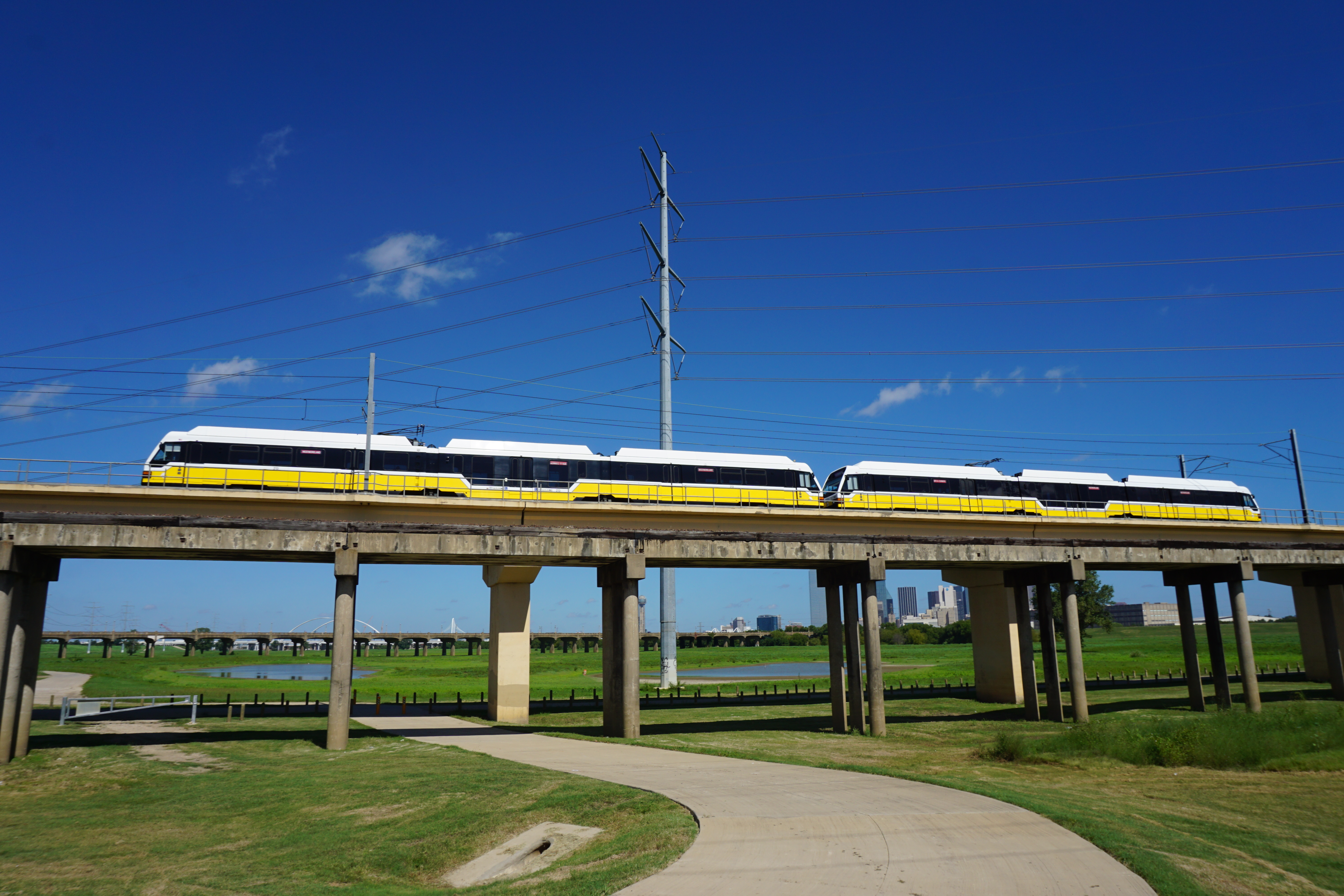
連結運転を実施する"SLRV"（2016年撮影）

## 参考資料
- 南井健治、岡本静夫、川上正基、植田浩三、片岡照夫「米国・ダラス高速輸送公社（テキサス州）向LRV」『車両技術』第209号、1996年2月、79-89頁。

- Dallas Area Rapid Transit (2019年5月). “Reference Book”. 2020年1月5日閲覧。